# All Eyes Off Me
Pour plus de détails, voir Fiche technique et Distribution.
All Eyes Off Me est un film dramatique réalisé par Hadas Ben Aroya et sorti en 2022 en France. Il s'agit du deuxième long-métrage de la réalisatrice.

## Synopsis
Danny vient à une fête dans l'objectif d'annoncer à Max qu'elle est enceinte de lui. Mais elle trouve celui-ci en compagnie de sa nouvelle petite amie, Avishag, dog-sitter de profession…

## Fiche technique
- Titre : All Eyes Off Me
- Titre original : מישהו יאהב מישהו
- Réalisation : Hadas Ben Aroya
- Scénario : Hadas Ben Aroya
- Photographie : Meidan Arama
- Montage : Or Lee-Tal
- Production : Hadas Ben Aroya et Maayan Eden
- Société de distribution : Wayna Pitch
- Pays :  Israël
- Langue originale : hébreu
- Format : couleur — 1,85:1
- Genre : Drame
- Durée : 90 minutes
- Dates de sortie :
  - France : 
    - 8 juin 2022 (en salles)

## Acteurs principaux
- Elisheva Weil : Avishag
- Leib Lev Lenin : Max
- Yoav Hait : Dror
- Hadar Katz : Danny